# Палеогеография Кавказа
Палеогеография Кавказа — история развития современной природы земной поверхности Кавказа.

## Начало геологической истории Кавказа
Геологическая история Кавказа началась в рифее, когда на Кавказе господствовал геосинклинальный режим. В докембрии территория подвергалась складкообразованию. Оно ещё раз повторилось в каледонскую складчатость, во время которой происходили многочисленные интрузии, способствовавшие оруднению Большого Кавказа. В эпоху герцинской складчатости Предкавказье и Большой Кавказ были дифференцированы на систему субширотных геосинклинальных прогибов, которые в карбоне испытали мощные поднятия, и рельеф приобрёл горный облик. К нижней перми эта горная страна пенепленизировалась, а в триасе была разбита разломами на множество узких грабенов, в которых накапливались осадочные и вулканогенные породы. Геосинклинальный режим существовал лишь в пределах южного склона Большого Кавказа.

## Мезозой
Альпийский этап формирования Кавказа начинается с юрского периода. В нём различают 3 стадии. В раннюю стадию (юра) территория подвергалась значительному опусканию и морской трансгрессии по осям двух синклинальных зон. Одна протягивалась вдоль южного склона Большого Кавказа, переходя на северный в Дагестане, вторая протягивалась почти параллельно первой на Малом Кавказе. В обеих геосинклиналях шло интенсивное накопление осадков. Мощность нижнеюрских отложений достигает максимума (до 10 км) в Дагестане и Азербайджане. В Закавказье к этому времени приурочен интенсивный вулканизм. В конце юры произошло поднятие территории и регрессия морей. Морской режим сменился лагунным. Средняя стадия (мел — начало палеогена) характеризуется нисходящими движениями земной коры, распространением трансгрессий. В верхнем мелу, в фазу максимальной трансгрессии, море затопило всю территорию Кавказа, включая Главный Кавказский хребет. В конце мела тектонические движения привели к поднятию осевой зоны. В Закавказском нагорье с мезозойскими тектоническими движениями были связаны подводные вулканические извержения и образование эффузивов и туфогенных осадков. Верхнемеловая трансгрессия была последней, охватившей почти весь Кавказ.

## Палеоген
| система                                                                          | отдел    | ярус          | Нижняя граница, млн лет |
| -------------------------------------------------------------------------------- | -------- | ------------- | ----------------------- |
| Неоген                                                                           | Миоцен   | Аквитанский   | 23,04                   |
| Палеоген                                                                         | Олигоцен | Хаттский      | 27,3                    |
| Палеоген                                                                         | Олигоцен | Рюпельский    | 33,9                    |
| Палеоген                                                                         | Эоцен    | Приабонский   | 37,71                   |
| Палеоген                                                                         | Эоцен    | Бартонский    | 41,03                   |
| Палеоген                                                                         | Эоцен    | Лютетский     | 48,07                   |
| Палеоген                                                                         | Эоцен    | Ипрский       | 56,0                    |
| Палеоген                                                                         | Палеоцен | Танетский     | 59,24                   |
| Палеоген                                                                         | Палеоцен | Зеландский    | 61,66                   |
| Палеоген                                                                         | Палеоцен | Датский       | 66,0                    |
| Мел                                                                              | Верхний  | Маастрихтский | больше                  |
| Деление и золотые гвозди в соответствии с IUGS по состоянию на декабрь 2024 года |          |               |                         |

В верхнем олигоцене в результате тектонических движений пиренейской орогенической фазы соотношение гор и равнин на Кавказе уже приближалось к современному. Отличия заключались в существовании на месте равнин морского бассейна. Предкавказье было частью обширного Майкопского моря. Большой Кавказ был островом, отделённым от суши Малого Кавказа Закавказским проливом, занимавшим не только всю межгорную впадину (за исключением островов, располагавшихся на месте Дзирульского массива, Гомборского хребта и северо-восточного Азербайджана), но и Рачинско-Лечхумскую, Ахалцихскую и Севанскую котловины. Самостоятельный морской бассейн располагался на юге Армении, в впадине Среднего Аракса. Малый Кавказ в то время имел бо́льшую высоту, чем Большой Кавказ, представленный низкогорными формами рельефа. В палеогене Кавказ был покрыт вечнозелёной тропической растительностью (полтавская флора), однако, начиная с олигоцена, сюда проникают элементы тургайской флоры, которые, смешиваясь с полтавской, дали начало древней, реликтовой средиземноморско-тургайской флоре. В то время Кавказ являлся частью жаркой тропической зоны, распространявшейся в Северном полушарии дальше к северу, чем в современную эпоху. Найденные остатки ископаемой верхнеолигоценовой флоры Кавказа близки к флоре современных аридных областей Южного полушария и состоят из смеси вечнозелёных и листопадных видов, а фауна содержит формы животных, приспособленных к быстрому бегу, что свойственно обитателям безлесных открытых пространств.

## Неоген

К концу верхнего миоцена в результате аттической орогенической фазы высота гор, особенно Большого Кавказа, резко увеличилась, произошло воздымание поперечного поднятия (Ставропольское поднятие — Минераловодческий перешеек — Центральный Кавказ — Дзирульский массив в Закавказье), в результате которого освобождается от моря центральная часть Предкавказья (Ставропольская возвышенность) и возникает огромная суша, протянувшаяся к Волге. Благодаря этому единый Черноморско-Каспийский бассейн разделяется на два, следствием чего явились различия в осадконакоплении в западной и восточной частях Скифской плиты. Лишь временами связь между этими морскими бассейнами возобновлялась по Манычскому прогибу, и Кавказ вновь отделялся от Русской равнины.
| система                                                                          | отдел      | ярус          | Ниж. граница, млн лет |
| -------------------------------------------------------------------------------- | ---------- | ------------- | --------------------- |
| Антропоген                                                                       | Плейстоцен | Гелазский     | 2,58                  |
| Неоген                                                                           | Плиоцен    | Пьяченцский   | 3,600                 |
| Неоген                                                                           | Плиоцен    | Занклский     | 5,333                 |
| Неоген                                                                           | Миоцен     | Мессинский    | 7,246                 |
| Неоген                                                                           | Миоцен     | Тортонский    | 11,63                 |
| Неоген                                                                           | Миоцен     | Серравальский | 13,82                 |
| Неоген                                                                           | Миоцен     | Лангский      | 15,98                 |
| Неоген                                                                           | Миоцен     | Бурдигальский | 20,45                 |
| Неоген                                                                           | Миоцен     | Аквитанский   | 23,04                 |
| Палеоген                                                                         | Олигоцен   | Хаттский      | больше                |
| Деление и золотые гвозди в соответствии с IUGS по состоянию на декабрь 2024 года |            |               |                       |

В Закавказье распределение воды и суши уже близко напоминало современную картину. Дзирульский массив соединил между собой горные сооружения Большого и Малого Кавказа, разделив бывший Закавказский пролив на два залива — Колхидский и Куринский. Море покинуло Рачинско-Лечхумскую, Ахалцихскую и Севанскую котловины. Климат в низких гипсометрических зонах сохранял тропический характер, причём на востоке и юге Закавказья он был сухим, а в Колхиде — влажным. Это привело к обособлению колхидского и гирканского (талышского) флористических центров. На востоке существовали безлесные пространства типа тропической лесостепи и степи. Смыкание суши Большого Кавказа с сушей закавказских регионов в результате неогеновых поднятий открыло путь для проникновения в его пределы представителей флоры и фауны Передней Азии, а также европейским элементам через Малую Азию. Ископаемая флора сарматских отложений имеет смешанный состав, в котором присутствуют вечнозелёные и листопадные виды: магнолии, камфорный лавр (элементы полтавской флоры), а также ива, груша, граб, орех, ильм, клён (тургайская флора). Из хвойных росли секвойя и сосна. Открытые пространства Восточного Закавказья были населены гиппарионовой фауной, состоявшей из предков лошадей, жирафов, носорогов; в лесах жили обезьяны (в том числе человекообразные).

В миоцен-плиоценовое время на границе Большого Кавказа с эпигерцинской Скифской плитой возник Минераловодский магматический район, где произошло внедрение интрузий (Пятигорские лакколиты). На рубеже среднего и верхнего плиоцена роданские орогенические движения резко отразились на климате умеренной и полярной зон обоих полушарий. На востоке располагался Акчагыльский бассейн, вдававшийся в виде залива в низины Восточного Закавказья почти до района современного Тбилиси, а на севере занимающий Терско-Кумскую низменность. К западу от Кавказа находился Куяльницкий бассейн, сообщавшийся проливами с Акчагыльским морем и бассейнами современного Средиземноморья. Рельеф был близок к современному, недоставало только части вулканических сооружений, террас и других деталей. Климат также напоминал современный, только был более влажным. В результате сужения жаркой зоны в конце среднего плиоцена и похолодания климата территория Кавказа оказалась в умеренной полосе, а вечнозелёные теплолюбивые растения были вытеснены северными элементами. Ископаемая флора этого возраста имеет приблизительно современный состав, слагаясь по преимуществу из листопадных видов с примесью реликтовых вечнозелёных, сохранившихся поныне во флоре Колхиды и Ленкорани. В акчагыльском веке в горах Кавказа имели место первые оледенения, но депрессия снеговой границы не превосходила 800—900 м и ледники нигде до подножия гор не спускались. Гиппарионовая фауна в это время в основном вымирает, уступая место животным, более приспособленным к умеренному климату. На территории Кавказа в верхнем плиоцене должен был протекать процесс становления человека, охватывающий, как известно, Южную Азию и Африку.

## Четвертичный период
В четвертичном периоде произошло резкое омоложение рельефа Большого Кавказа и Закавказского нагорья. Древние поверхности выравнивания оказались приподнятыми и расчленёнными глубокими ущельями. Амплитуда четвертичных поднятий в осевой зоне составила 1,5-2,5 тыс. м, по периферии намного меньше. Поднятие Закавказского нагорья приурочено к двум зонам по краевым горным хребтам Малого Кавказа и массивам Джавахетско-Армянского нагорья (Арагац, Гегамский хребет, часть Зангезурского хребта). В Джавахетско-Армянском нагорье широко проявился четвертичный вулканизм. В это же время в Большом Кавказе происходило извержение вулканов Эльбрус и Казбек.
На протяжении всего четвертичного периода на Кавказе чередовались прохладно-влажные (ледниково-плювиальные) и тепло-сухие (межледниково-межплювиальные) климатические фазы, сопровождавшиеся изменениями уровня и конфигурации омывающих эту страну Черноморского и Каспийского бассейнов, перемещениям снеговой границы и других ландшафтных рубежей. Тектонические движения и общее похолодание климата в Северном полушарии привело к развитию горного оледенения. Хорошо прослеживаются 2 ледниковые эпохи, соответствующие периодам московского и валдайского оледенений. Московское оледенение охватывало не только Главный Кавказский хребет, но и передовые. Ледники по долинам опускались на 30-45 км, ледники подножий опускались до 500 м. Валдайское оледенение было только горно-долинным, ледники подножий отсутствовали. Для валдайского оледенения характерно восемь стадий отступания ледников в западной части Кавказа и до шести стадий — в восточной.
Четвертичное оледенение привело к полному вымиранию теплолюбивых видов на Северном Кавказе. Они сохранились лишь в некоторых убежищах Закавказья. В ледниковые эпохи растительность оттеснялась с гор к предгорьям. Во время Московского оледенения существовал непосредственный контакт кавказской флоры и северной приледниковой, следствием чего явилось проникновение на Кавказ с приледниковых пространств Восточно-Европейской равнины арктических растений. Существование в течение значительного периода времени морского пролива на месте Кумо-Манычской впадины ограничивало проникновение восточноевропейских видов на территорию Кавказа. И хотя после нижнехвалынской трансгрессии ложбина осушилась, на Кавказ могли проникнуть лишь степные виды. Представителям северных лесов путь был закрыт обширными открытыми пространствами, поэтому на Кавказе нет таёжных животных (кроме сибирской косули) и мало таёжных птиц.

Позднебакинское и Чаудинское моря во время лихвинского межледниковья

Наиболее резко выраженной межледниковой эпохой была предпоследняя (лихвинская), разделяющая днепровское и московское оледенения, во время которой средняя температура поднялась на 3-4°, снеговая граница и верхний предел древесной растительности повысились на 600—800 м по сравнению с их современным положением. В лесах жили леопарды и обезьяны. Ледники в горах почти исчезли. Уровень Каспийского моря стоял ниже, чем в ледниковые эпохи, а уровень Чёрного моря — выше, чем в современную эпоху. В Закавказье в это время жили люди неандертальского типа. После лихвинского (миндель-рисского) межледниковья наступило похолодание и увлажнение климата, сопровождавшиеся увеличением оледенения гор и лесистости низин. Теплолюбивые животные в основном вымерли. В пещерах вместо неандертальцев обитали люди более развитого типа, пользовавшиеся уже достаточно тщательно обработанными орудиями из кремня и обсидиана.
В современную эпоху продолжается тектоническое развитие Кавказа. На его территории проводились повторные нивелировки, которые позволили установить не только направление, но и скорость тектонических движений. Большой Кавказ продолжает подниматься со скоростью 10-13 (местами 15) мм в год. Скорость опускания в Куринском прогибе достигает 4-6 мм в год. В послеледниковое время на Кавказе возникли новые центры видообразования, с которыми связан молодой эндемизм.